# Bill Petty
John William (Bill) Petty, ameriški častnik, * 22. marec 1918, Carthage, Tennessee, ZDA, † 18. november 2005, Wilson County, Tennessee, ZDA.

## Odlikovanja in nagrade
Leta 1995 je prejel častni znak svobode Republike Slovenije z naslednjo utemeljitvijo: »ob 50 letnici zmage nad nacifašizmom za zasluge v dobro slovenskemu narodu med drugo svetovno vojno in za krepitev prijateljstva med ZDA in Republiko Slovenijo«.